# Суо-Осима
Суо́-О́сима (яп. 周防大島 Суо:-О:сима) — японский остров в западной части Внутреннего Японского моря, на юго-востоке префектуры Ямагути. Находится под управлением посёлка Суо-Осима. Также известен как Ясиродзима (яп. 屋代島).
Площадь острова — 138,17 км², население — 20 413 человек (на 1 декабря 2007 года). Длина береговой линии составляет 160 км. Наивысшая точка — гора Дакэ (яп. 嵩山, 691 м).
Суо-Осима была важным транспортным узлом на путях Внутреннего Японского моря. Остров воспевается в древнем японском сборнике песен «Манъёсю».